# Palazzo Quarantotti
Palazzo Quarantotti si trova a Pisa, in via Tavoleria.
Si tratta di un palazzo di origine medievale appartenuto prima ai Carnesecchi (di cui sul palazzo campeggia ancora lo stemma) e poi ai Quarantotti, dai quali prese il nome. Fu realizzato aggregando vari edifici preesistenti, risalenti al XII secolo, dei quali sono restati alcuni elementi costruttivi e decorativi sulle pareti esterne del palazzo. 
Sulla facciata sono visibili i profili di due torri, con i relativi archi di scarico, ora tamponati, e buche pontaie. Al centro della facciata i resti di una "domus" risalente al XIV secolo di cui rimangono visibili gli archi ribassati del piano terra  e i resti di un loggiato con quadrifore trilobate al primo piano.
All'interno un imponente salone delle feste, realizzato tra il XVII e il XVII secolo, e un ciclo di affreschi di Giovan Domenico Ferretti (1741). 
Il palazzo è stato completamente restaurato tra il 2000 ed il 2010 su progetto dell'architetto Alessandro Baldassari.